# Scapheremaeus bicornutus
Scapheremaeus bicornutus är en kvalsterart som beskrevs av Hammer 1971. Scapheremaeus bicornutus ingår i släktet Scapheremaeus och familjen Cymbaeremaeidae. Inga underarter finns listade i Catalogue of Life.